# Hubert Lilliefors
Hubert Whitman Lilliefors, né le 14 juin 1928 et mort le 23 février 2008 à Bethesda (Maryland), est un statisticien américain qui introduisit le test de Lilliefors. Il fut professeur de statistiques à l'université George Washington pendant 39 ans, et obtint son doctorat en 1964 sous la supervision de Solomon Kullback.